# Ted Mellors

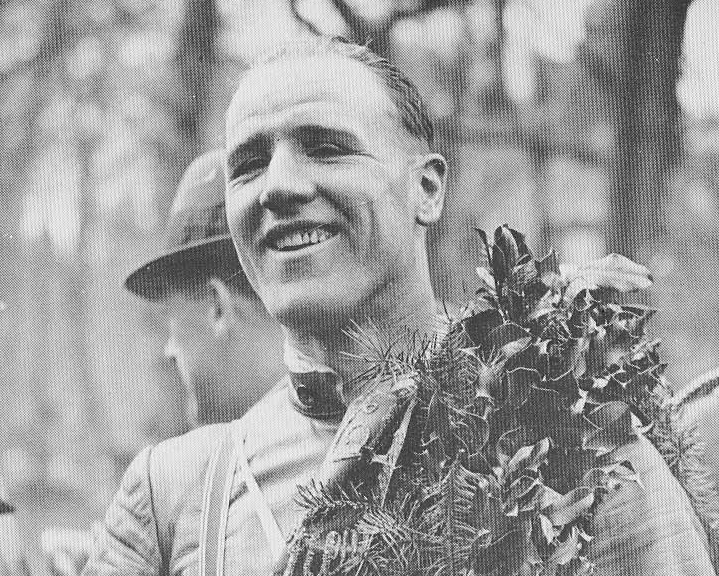
Ted Mellors bij de Eilenriede 1936

Edward Ambrose ("Ted") Mellors (Chesterfield (Derbyshire), 10 april 1907-1946) was een Brits motorcoureur. 

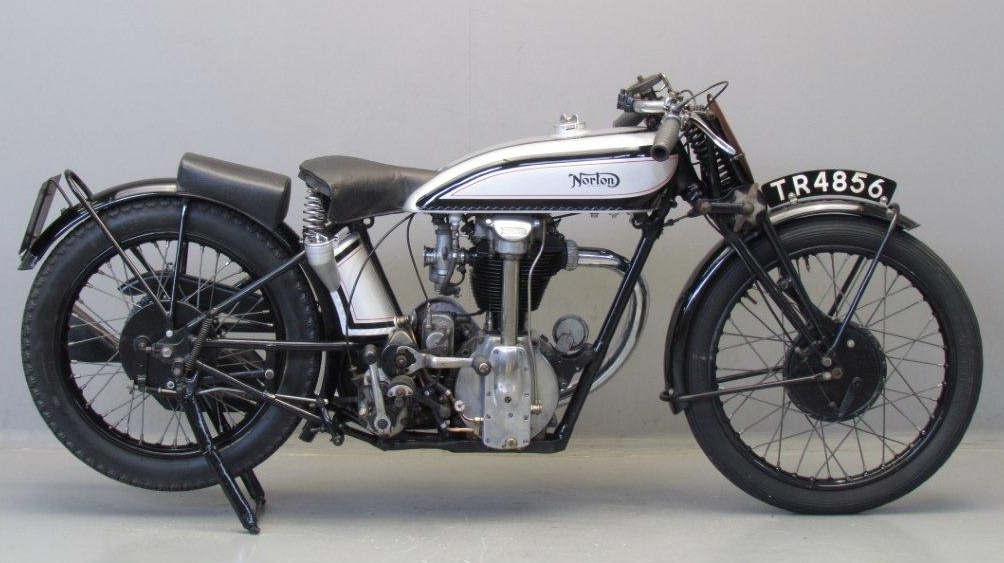
Norton CS1

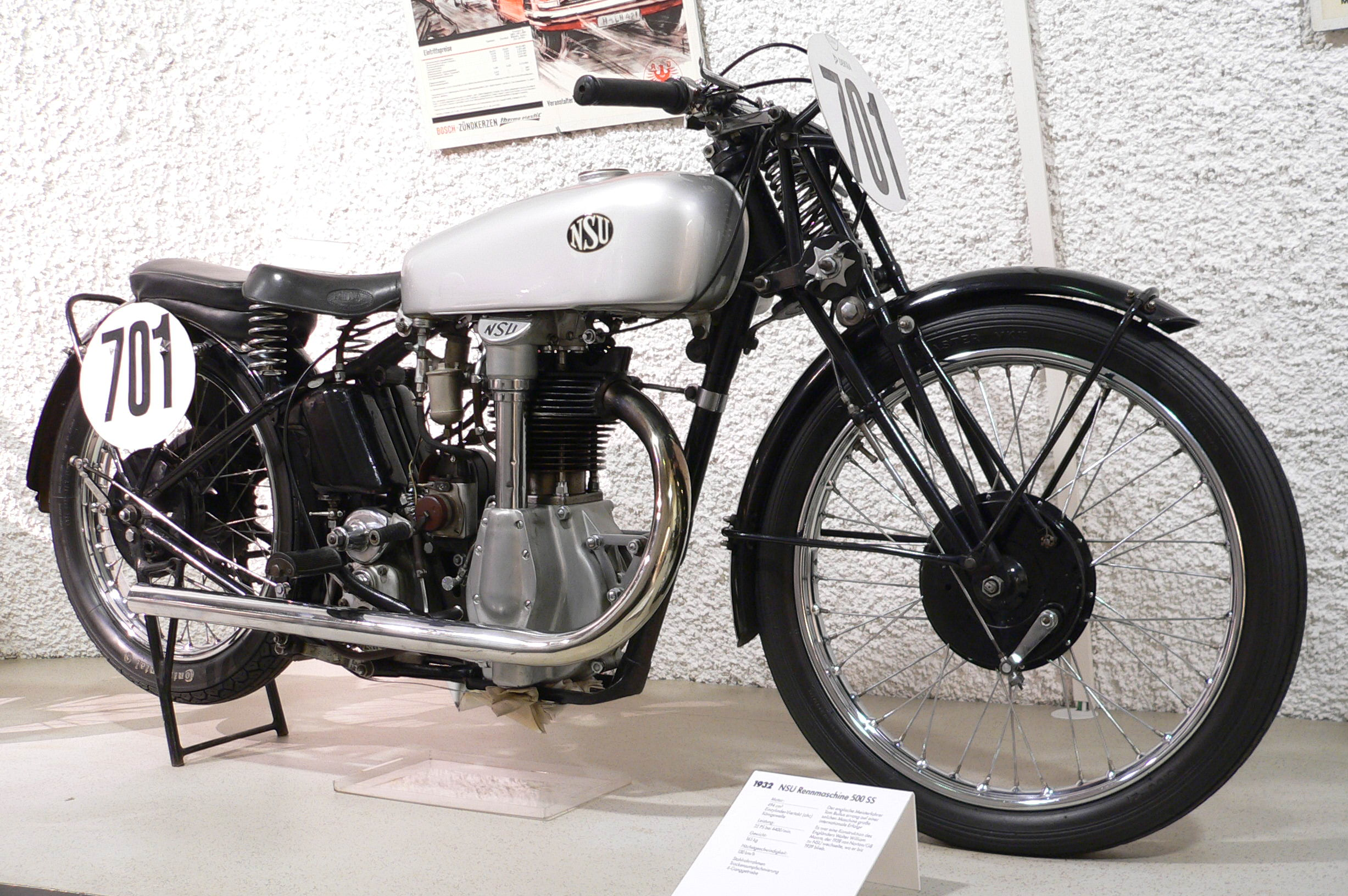
NSU SS 500

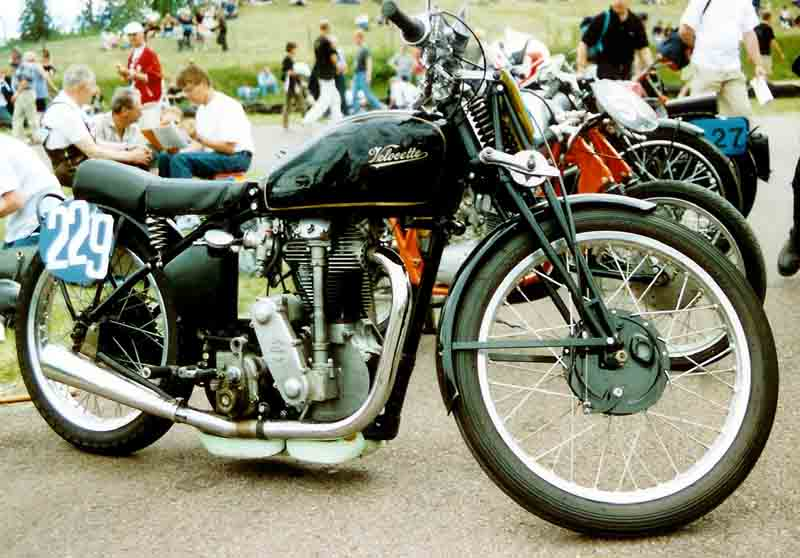
Velocette KTT Mk VI

Ted Mellors was een van de vijf zonen van een wagenmaker en een dochter van een geestelijke. Twee van zijn broertjes verdronken als kind in een kanaal. Mellors wilde graag motorcoureur worden en reed vaak in de heuvels van Derbyshire. 
Toen hij vijftien jaar oud was ontmoette hij zijn toekomstige vrouw. Omdat zij eenentwintig was, loog hij tegen haar dat hij zeventien was. Al na zeven maanden trouwden ze. Mellors' moeder had bezwaar tegen het huwelijk; niet vanwege het leeftijdsverschil, maar omdat ze vond dat Mellors het motorrijden niet met een huwelijk kon combineren. Mellors en zijn echtgenote kregen twee dochters. 

## Carrière
In 1927 startte hij in het Manx Amateur Road Race Championship waarin hij met een P&M Panther tiende werd. Dat leverde hem een startplaats in de Senior TT van de TT van Man van 1928 op. Hij werd met een Norton CS1 zesde. In 1929 startte hij met New Imperial in de Lightweight TT en in de Junior TT, maar in beide races viel hij uit. 
In 1930 werd hij met de New Imperials zesde in de Lightweight TT en veertiende in de Junior TT maar hij won de 250cc-klasse van de Franse Grand Prix. In 1931 werd hij tiende in de Junior TT en won hij de 250cc-TT van Assen. In 1932 won hij de TT van Assen opnieuw maar ook de 250cc-races van de Belgische Grand Prix en de Ulster Grand Prix. In 1933 werd hij zevende in de Lightweight TT. In 1934 startte Mellors zonder succes met Excelsiors in de TT van Man, maar hij won de 350cc-race van de Grand Prix van Zweden met een Velocette KTT Mk IV. Na een jaar met Excelsiors werd hij in 1935 zesde in de Senior TT met een NSU SS 500. Hij viel in de lightweight TT uit met een Cotton. 

### Velocette
In 1936 kreeg hij een contract als fabriekscoureur bij Velocette en het gezin Mellors verhuisde naar Shirley nabij Birmingham, op enkele kilometers afstand van Hall Green waar de Velocette-fabriek stond. Hij werd derde in de Junior TT met een Velocette KTT Mk VI en won de Belgische en de Franse 350cc-Grands Prix. In 1937 werd hij vierde in de Senior TT met een Velocette MT 500. Met de Velcette KTT Mk VI won hij de 350cc-Ulster Grand Prix, de 350cc-Grand Prix van Zweden en de 350cc-Grand Prix van Italië en in de Franse Grand Prix zowel de 350- als de 500cc-race. In 1938 werd hij door overwinningen in de TT van Assen, de Ulster Grand Prix en de Grand Prix van Italië Europees kampioen 350 cc met een Velocette KTT Mk VII. Bovendien werd hij tweede in de Junior TT en zesde in de Senior TT. In 1939 won hij de Lightweight TT, maar dat deed hij met een Benelli, dat hem had ingehuurd vanwege zijn kennis van de Snaefell Mountain Course. Hij won ook de 350cc-Grand Prix van België. Hij werd ook bijna weer Europees kampioen, maar hij viel in de laatste ronde van de Ulster Grand Prix uit. Op dat moment kwam Heiner Fleischmann aan de leiding van het EK, dat feitelijk nog twee wedstrijden te gaan had. Na de Duitse inval in Polen op 1 september gingen de Grand Prix van Italië (24 september) en de Grand Prix van Zwitserland (8 oktober) niet meer door, waardoor Fleischmann Europees kampioen werd.

## Tweede Wereldoorlog
Tijdens de Tweede Wereldoorlog werkte hij in een munitiefabriek en diende hij bij de vrijwillige brandweer. Zijn verzoek om ingedeeld te worden bij de Royal Air Force werd afgewezen wegens zijn slechte ogen, hoewel hij privé wel een vliegbrevet had. Hij schreef ook artikelen voor het blad The Motor Cycle, maar ook artikelen over vliegen en zelfs tegen het roken. Ook schreef hij zijn biografie, die op het moment van zijn overlijden bij de uitgever lag, maar nooit verscheen. Wel patenteerde hij tijdens de oorlogsjaren een bedieningssysteem met roterende kleppen. Dit Mellors Rotary Valve System voor kopklepmotoren werkte met conische kleppen die in stappen van 90° werden geopend door een draaiend Maltezer kruis. Bij het liften draaiden de kleppen iets waardoor ze gelijkmatig sleten en ook gelijkmatig gekoeld werden. Het systeem werd in elk geval als prototype toegepast op een 250cc-New Imperial. 

## Overlijden
In 1946 verhuisde het gezin naar Etwall Road in Hall Green (Birmingham). Toen ze daar twee dagen woonden ging Mellors' vrouw de stad in om een tapijt voor de nieuwe woning te kopen. Mellors had een dag eerder al geklaagd over een verlamd gevoel in zijn onderlichaam nadat hij in de garage aan een auto had gewerkt. Op deze dag was hij bezig een band op te pompen terwijl de motor van de auto draaide. Hij wilde de auto samen met zijn zwager verkopen op een veiling en moest hem daarom in orde maken. Waarschijnlijk door slechte ventilatie van de garage werd hij bevangen door de koolstofmonoxide. Zijn dochter vond hem bewusteloos naast de auto toen ze uit school kwam. De lijkschouwer verklaarde hem dood door een ongeluk.

## Resultaten
| Jaar | Klasse | Team      | Motorfiets            |     |     |     |     |
| ---- | ------ | --------- | --------------------- | --- | --- | --- | --- |
| 1930 | 250 cc | Privé     | New Imperial M50      | FRA |     |     |     |
| 1931 | 250 cc | Privé     | New Imperial M50      | BEL |     |     |     |
| 1932 | 250 cc | Privé     | New Imperial M50      | NED | BEL | ULS |     |
| 1933 | 250 cc | Privé     | New Imperial M50      | NED |     |     |     |
| 1934 | 350 cc | Privé     | Velocette KTT Mk IV   | ZWE |     |     |     |
| 1936 | 350 cc | Velocette | Velocette KTT Mk VI   | BEL | FRA |     |     |
| 1937 | 350 cc | Velocette | Velocette KTT Mk VI   | ULS | FRA | ITA | ZWE |
| 1937 | 500 cc | Velocette | Velocette MT 500      |     | FRA |     |     |
| 1938 | 350 cc | Velocette | Velocette KTT Mk VII  | NED | ULS | ITA |     |
| 1939 | 250 cc | Benelli   | Benelli               | IOM |     |     |     |
| 1939 | 350 cc | Velocette | Velocette KTT Mk VIII |     | BEL |     |     |

| Jaar | Klasse         | Team      | Motorfiets            | Plaats | Winnaar                                    |
| ---- | -------------- | --------- | --------------------- | ------ | ------------------------------------------ |
| 1928 | Senior TT      | Privé     | P&M Panther           | 10     | Charlie Dodson, Sunbeam                    |
| 1929 | Lightweight TT | Privé     | New Imperial          | DNF    | Syd Crabtree, Excelsior                    |
| 1929 | Junior TT      | Privé     | New Imperial          | DNF    | Freddie Hicks, Velocette KTT Mk I          |
| 1929 | Senior TT      | Privé     | Norton CS1            | DNF    | Charlie Dodson, Sunbeam                    |
| 1930 | Lightweight TT | Privé     | New Imperial          | 6      | Jimmie Guthrie, AJS                        |
| 1930 | Junior TT      | Privé     | New Imperial          | 14     | Henry Tyrell-Smith, Rudge                  |
| 1931 | Lightweight TT | Privé     | New Imperial          | 3      | Graham Walker, Rudge                       |
| 1931 | Junior TT      | Privé     | New Imperial          | 10     | Percy Hunt, Norton CJ1                     |
| 1931 | Senior TT      | Privé     | NSU SS 500            | 6      | Percy Hunt, Norton CS1                     |
| 1932 | Junior TT      | Privé     | New Imperial          | DNF    | Stanley Woods, Norton CJ1                  |
| 1933 | Lightweight TT | Privé     | New Imperial          | 7      | Syd Gleave, Excelsior                      |
| 1933 | Junior TT      | Privé     | New Imperial          | DNF    | Stanley Woods, Norton CJ1                  |
| 1934 | Lightweight TT | Privé     | Excelsior             | DNF    | Jimmie Simpson, Rudge                      |
| 1934 | Senior TT      | Privé     | Excelsior             | DNF    | Jimmie Guthrie, Norton CS1                 |
| 1935 | Lightweight TT | Privé     | Cotton                | DNF    | Stanley Woods, Moto Guzzi Monoalbero 250   |
| 1935 | Junior TT      | Privé     | NSU                   | DNF    | Jimmie Guthrie, Norton CJ1                 |
| 1935 | Senior TT      | Privé     | NSU SS 500            | 6      | Stanley Woods, Moto Guzzi Bicilindrica 500 |
| 1936 | Lightweight TT | Privé     | Cotton                | DNF    | Bob Foster, Excelsior                      |
| 1936 | Junior TT      | Velocette | Velocette KTT Mk V    | 3      | Freddie Frith, Norton CJ1                  |
| 1937 | Junior TT      | Velocette | Velocette KTT Mk VI   | DNF    | Jimmie Guthrie, Norton CJ1                 |
| 1937 | Senior TT      | Velocette | Velocette MT 500      | 4      | Freddie Frith, Norton CS1                  |
| 1938 | Junior TT      | Velocette | Velocette KTT Mk VII  | 2      | Stanley Woods, Velocette KTT Mk VII        |
| 1938 | Senior TT      | Velocette | Velocette MT 500      | 6      | Harold Daniell, Norton CS1                 |
| 1939 | Lightweight TT | Benelli   | Benelli               | 1      | Ted Mellors, Benelli                       |
| 1939 | Junior TT      | Velocette | Velocette KTT Mk VIII | 4      | Stanley Woods, Velocette KTT Mk VIII       |
| 1939 | Senior TT      | Velocette | Velocette MT 500      | 7      | Schorsch Meier, BMW RS 500                 |

## Trivia

### Kudde gemist
Tijdens de Isle of Man TT van 1936 wandelde een pastoor met zijn gelovigen over het circuit naar de brug bij Barregarrow, terwijl de race al begonnen was. Toen men een motor hoorde naderen spoorde de priester zijn gelovigen in weinig christelijke bewoordingen aan de weg vrij te maken. Die eerste passerende coureur was Ted Mellors.

### Finish gemist
Ted Mellors werd in de Junior TT van 1938 tweede achter Stanley Woods, maar had de ronden niet geteld en hij reed gewoon door, tot hij 55 km later bij Creg-ny-Baa werd tegengehouden. 